# برج القديس جاك

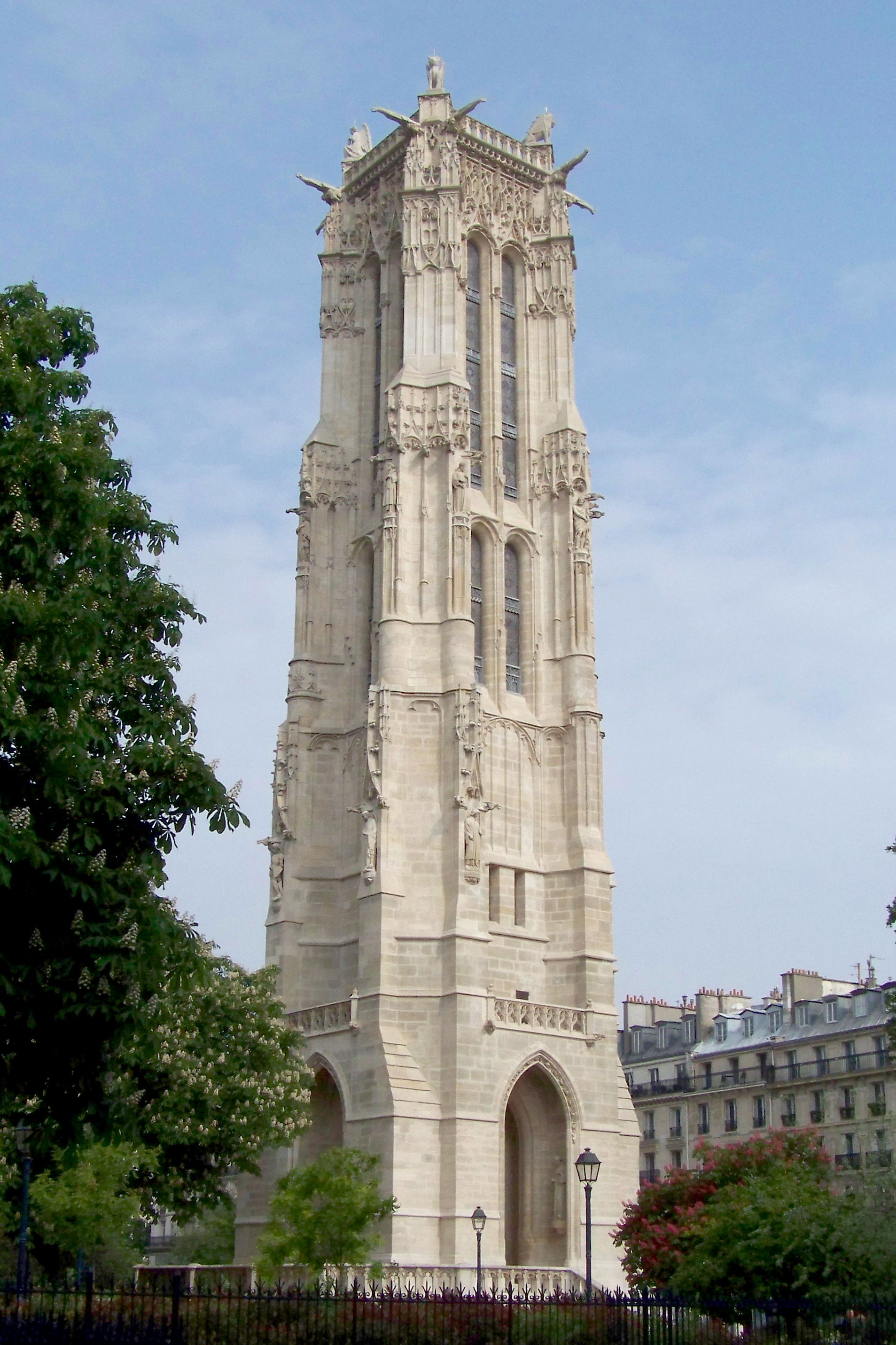
برج سان جاك في باريس، مايو 2010.

برج سان جاك هو برج معزول في وسط باريس في الدائرة الرابعة قرب نهر السين وبين كنيسة نوتردام وساحة شاتليه.

## التاريخ

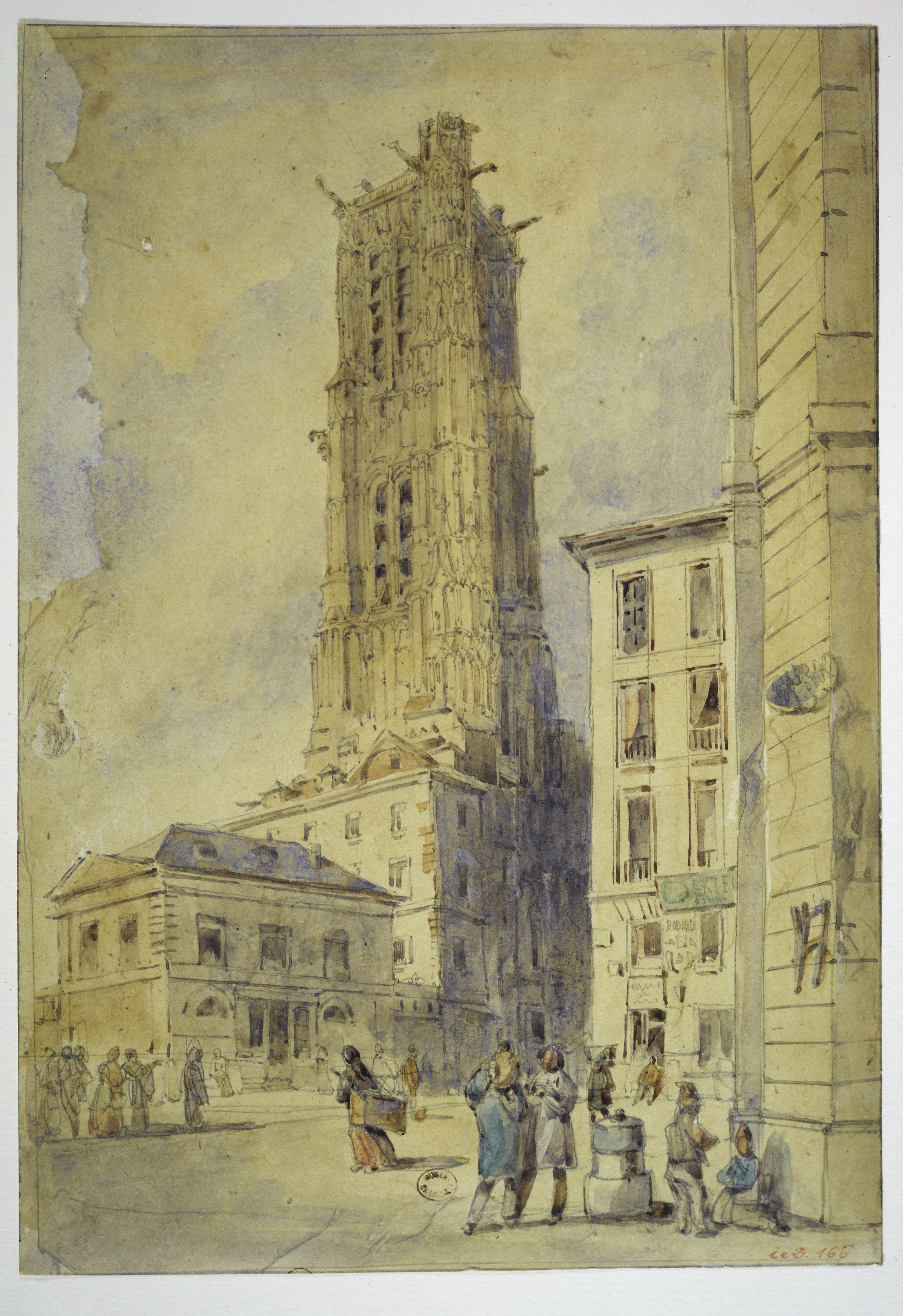
البرج في بداية القرن التاسع عشر

هو برج لأجراس كنيسة سان جاك، وقد بُني بين أعوام 1509 و 1523 وارتفاعه 53 متراً.

## معرض صور

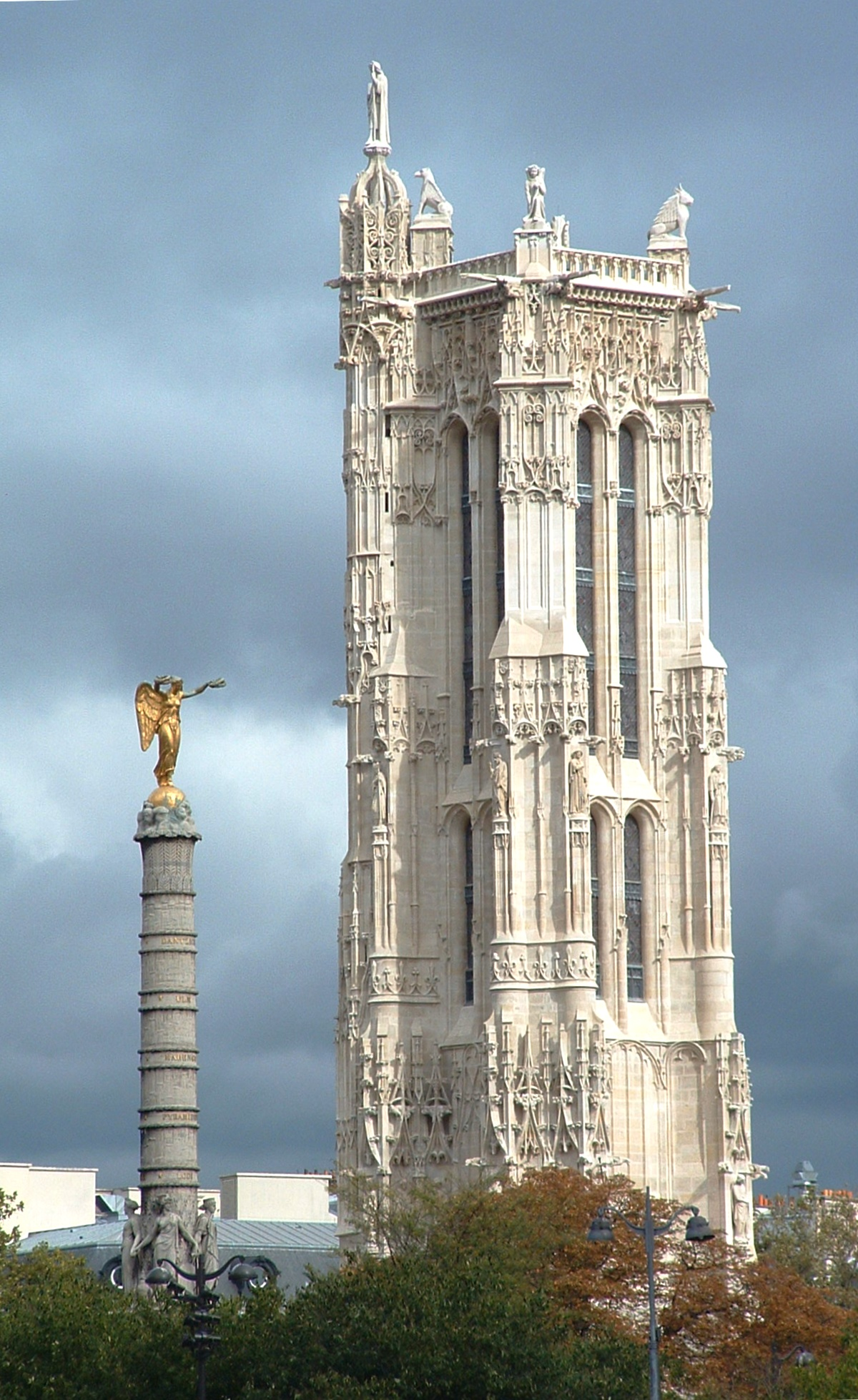
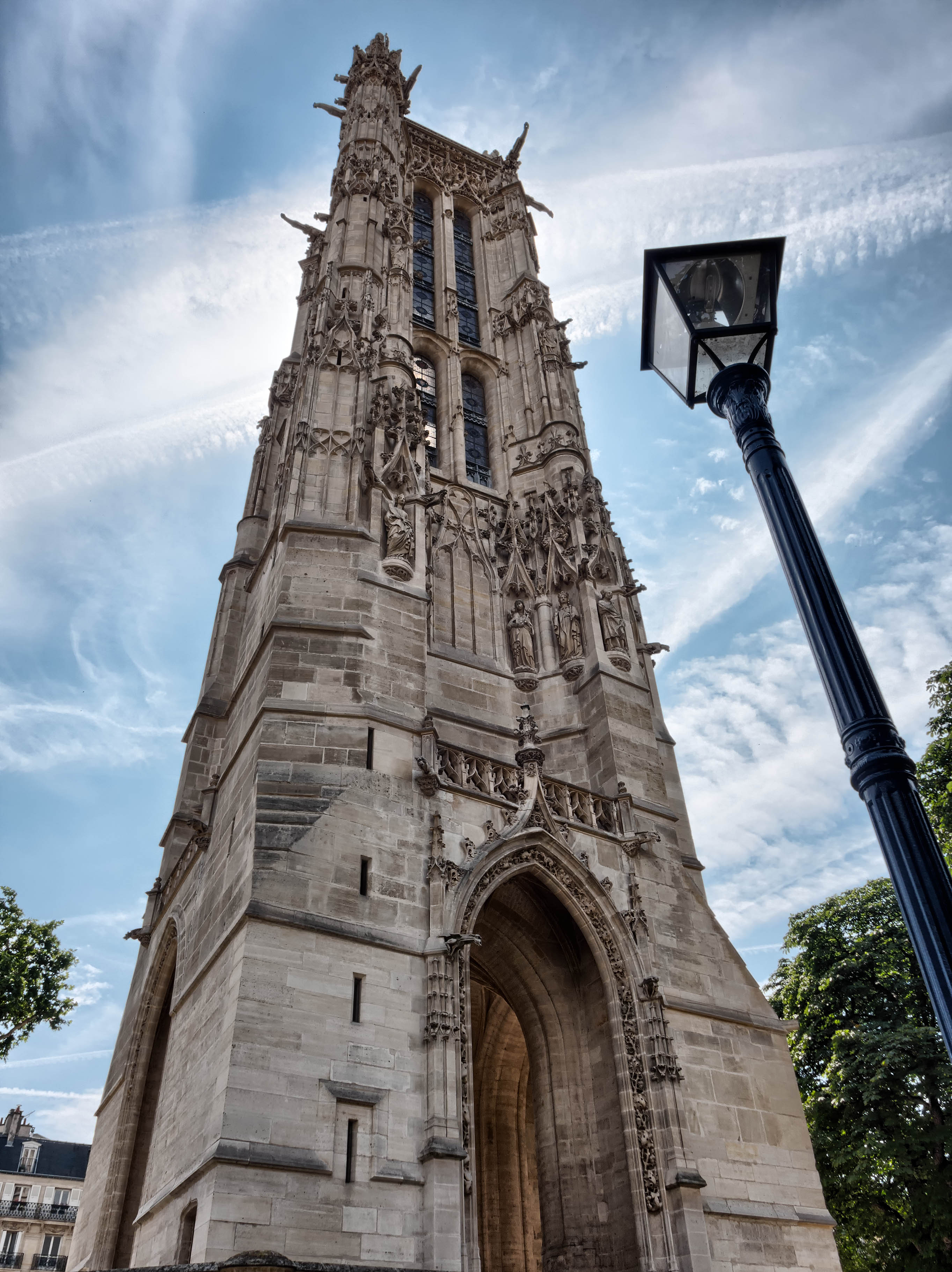

## أنطر أيضًا
- باريس
- المسيحية في فرنسا